# John Holdren

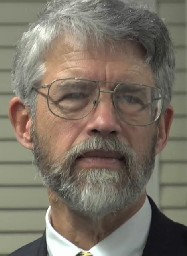
John Holdren

John Holdren (John P. Holdren; * 1. März 1944 in Sewickley, Pennsylvania) ist ein US-amerikanischer Physiker. Er war unter US-Präsident Barack Obama von 2009 bis 2017 der Berater für Wissenschaft und Technologie.
Am 19. März 2009 wurde er durch einstimmiges Votum im Senat der Vereinigten Staaten als Direktor des Office of Science and Technology Policy (OSTP) bestätigt. Zuvor war er Teresa und John Heinz Professor für Umweltpolitik an der Kennedy School of Government der Harvard University sowie Leiter des ebenfalls an der Harvard University angesiedelten Science, Technology, and Public Policy Program am Belfer Center for Science and International Affairs.
Holdren ist Vorsitzender des Gremiums von Innovations: Technology | Governance | Globalization, eines vierteljährlich erscheinenden Magazins von MIT Press über unternehmerische Lösungen für globale Probleme.

## Leben und Wirken
Holdren erwarb 1965 am Massachusetts Institute of Technology (MIT) den Bachelorgrad. 1970 schloss er ein Studium an der Stanford University mit dem Grad eines Ph.D. ab. Holdren unterrichtete über 20 Jahre an der University of California, Berkeley. Schwerpunkte seiner Arbeit sind globaler Umweltwandel, Energietechnologie, Energiepolitik, Atomwaffenrüstungskontrolle, Wissenschafts- und Technologiepolitik.
Holdren verfasste über 300 Artikel und fungierte als Mitautor und Mitherausgeber von Büchern und Berichten. Unter seiner Mitwirkung entstanden unter anderem die Bücher: Energy (1971), Human Ecology (1973), Ecoscience (1977), Energy in Transition (1980), Earth and the Human Future (1986), Strategic Defences and the Future of the Arms Race (1987), Building Global Security Through Cooperation (1990), Conversion of Military R&D (1998) und Ending the Energy Stalemate (2004).
Von Februar 2007 bis Februar 2008 war Holdren als Vorstandsvorsitzender der American Association for the Advancement of Science (AAAS) tätig.
Nach seiner Nominierung wurde Holdren Ziel einer öffentlichen Kampagne von Abtreibungsgegnern und Gegnern von Klimaschutzpolitik. Die Angriffe gegen Holdren stützen sich vor allem auf Stellen in seinem Beitrag zu einem 1977 erschienenen Buch, worin mögliche Maßnahmen zur Kontrolle von Übervölkerung der Erde erörtert werden, darunter verbesserte Familienplanung und leichterer Zugang zu Verhütungsmitteln und Abtreibungen, aber auch erzwungene Abtreibungen und Sterilisierungen von Frauen, nachdem diese eine bestimmte Zahl von Kindern geboren haben.
Holdren lehnt den Einsatz von Atomwaffen als Reaktion auf Angriffe mit biologischen und chemischen Waffen ab. Er zeigt sich offen dafür, die Frage wissenschaftlich zu untersuchen, ob notfalls die drohende Erderwärmung mit dem Einsatz verfügbarer technischer Mittel („Geo-Engineering“) verhindert werden könnte.
Holdren wurde zusammen mit Steven Chu von Foreign Policy auf Platz 34 der Top Hundert Globalen Vordenker 2009 gestellt; ihr Verdienst: Sie haben der Spitzenwissenschaft wieder politischen Einfluss verschafft.
Holdren nimmt zudem aktiv an der öffentlichen Debatte zur Klimakrise teil. So sagte er einmal über das Verhältnis von Klimaschutz, Anpassung an die globale Erwärmung und dem Leid aus der globalen Erwärmung: „Wir haben im Grunde drei Möglichkeiten: Schutz, Anpassung und Leid. Wir werden von jedem einen Teil haben. Es stellt sich die Frage, wie die Mischung aussehen wird. Je mehr Schutz wir betreiben, desto weniger Anpassung wird erforderlich sein und desto weniger Leid wird es geben.“ Den Klima-Problemen galt auch sein erfolgreiches Agieren für den Beitritt der USA zum 2016 ratifizierten Übereinkommen von Paris.

## Auszeichnungen
- Fellow, American Academy of Arts and Sciences
- Fellow, American Physical Society, 1988
- Member, National Academy of Engineering
- Member, National Academy of Sciences
- Member, American Philosophical Society, 2015
- MacArthur Foundation Prize Fellowship, 1981
- Member of President Clinton’s Committee of Advisors on Science and Technology (PCAST), 1994–2001
- Chair of the Committee on International Security and Arms Control of the U.S. National Academy of Sciences, 1993–2004
- Volvo Environment Prize, 1993 (mit Paul R. Ehrlich)
- Nobel Peace Prize acceptance lecture on behalf of the Pugwash Conferences on Science and World Affairs, December 1995
- Chair of the Executive Committee of the Pugwash Conferences on Science and World Affairs, 1987–1997
- Kaul Foundation Award in Science and Environmental Policy, 1999
- Tyler Prize for Environmental Achievement, 2000
- 7th Heinz Award in Public Policy, 2001
- Präsident der American Association for the Advancement of Science, 2007
- Public Welfare Medal der National Academy of Sciences, 2022